# Alexander Malyschew
Alexander Malyschew (* 20. September 1989 in Leninogorsk) ist ein ehemaliger kasachischer Skilangläufer.

## Werdegang
Malyshev nahm von 2007 bis 2017 vorwiegend an FIS-Rennen und am Alpencup teil. Sein Weltcupdebüt gab er bei der Tour de Ski 2012/13. Dabei holte er in Toblach mit dem 28. Platz bei der 5 km-Etappe seine ersten Weltcuppunkte. Nach Platz 63 bei der Nordic Opening in Kuusamo zu Beginn der Saison 2013/14, gewann er bei der Winter-Universiade 2013 in Lago di Tesero Gold mit der Staffel. Im Januar 2015 holte er bei der Winter-Universiade in Štrbské Pleso die Silbermedaille mit der Staffel. In der Saison 2015/16 erreichte er in Falun mit dem 20. Platz über 10 km klassisch seine beste Platzierung im Weltcupeinzel. Nach Platz 69 bei der Weltcup-Minitour in Lillehammer zu Beginn der Saison 2016/17, wurde er bei der Winter-Universiade 2017 in Almaty Achter über 10 km klassisch und Sechster im Sprint. Bei den Winter-Asienspielen 2017 in Sapporo errang er den 13. Platz im Sprint.